# Université catholique de Lyon
 (juin 2016).
Si vous disposez d'ouvrages ou d'articles de référence ou si vous connaissez des sites web de qualité traitant du thème abordé ici, merci de compléter l'article en donnant les références utiles à sa vérifiabilité et en les liant à la section « Notes et références ».
L’université catholique de Lyon (UCLy), aussi appelée Institut catholique de Lyon, dite « La Catho », est un établissement d'enseignement supérieur privé d’intérêt général (EESPIG). Le statut de l'UCLy est associatif. L'établissement est membre associé de la Comue « université de Lyon ».
Les instituts catholiques peuvent délivrer aux étudiants des diplômes nationaux comme la licence, le master ou le doctorat, mais uniquement en jury rectoral ou en coopérant avec une université locale (qui permet ainsi à leurs étudiants de passer les examens d'un diplôme national qui sera délivré par l'université locale). Enfin, ils peuvent délivrer des diplômes d'université dans les sciences ecclésiastiques, droit canonique, théologie, philosophie.

## Historique
L'établissement est fondé en 1875, à Lyon, à l'initiative d'un groupe de laïcs catholiques, après la promulgation de la loi du 12 juillet 1875 sur la liberté de l'enseignement supérieur.
Créé en tant qu'Université catholique de Lyon, l'établissement a dû modifier le titre, pour les Facultés catholiques de Lyon, à la suite de la loi du 18 mars 1880. 
L'UCLy s'appuie sur l'Association des fondateurs et protecteurs de l'Institut catholique de Lyon (AFPICL), reconnue d'utilité publique en 1942. L'établissement s'est implanté durant son histoire sur plusieurs sites, dans le centre-ville de Lyon. Le premier site historique, l'hôtel de Juys, situé près de la place Bellecour, où se trouvaient les facultés de philosophie, lettres et langues, sciences, théologie ainsi que le rectorat, l'administration et les services centraux : relations internationales, communication, secrétariat universitaire, formation humaine, institut polytechnique de Lyon (consortium de quatre écoles d'ingénieurs associées à l'université catholique de Lyon). Avec une bibliothèque de plus de 210 000 ouvrages et 2 000 périodiques en philosophie, histoire, lettres, sciences humaines, sciences de la nature et théologie.
Le deuxième site ouvert en 2005 dans les locaux de l'ancienne caserne Bissuel, place Carnot, accueille désormais le pôle théologie et sciences religieuses, le pôle lettres et langues auquel est rattaché l'école ESTRI ou l’institut ILCF, et le pôle philosophie, psychologie et éducation. Le centre de ressources documentaires est spécialisé en gestion, commerce, management, droit, langues, sciences de la famille, droits de l'homme et développement local. La bibliothèque appartient au réseau SUDOC (Service universitaire de documentation) qui la relie à 3 000 bibliothèques en France.
L'université catholique de Lyon a ouvert à la rentrée 2015 un campus situé sur le site de l'ancienne prison Saint-Paul en remplacement du site historique de Bellecour.
Sur le campus Saint-Paul, au sud de la gare de Perrache se trouvent désormais le pôle sciences économiques et management dont l'École supérieure de management ESDES est la principale entité, le pôle sciences juridiques, politique et sociales qui regroupe notamment la faculté de droit et plusieurs instituts ainsi que les laboratoires de recherche, l'école d'ingénieurs en biotechnologies (ESTBB) et les deux autres écoles supérieures du pôle sciences et santé (IFTLM, ESQESE).
Enfin, l'UCLy a ouvert à la rentrée de septembre 2020, un campus à Annecy dénommé « Alpes Europe ». Ce campus propose plusieurs formations de sa faculté de droit, de sa business school, l'ESDES et la licence d'histoire de l'UCLy.
Son recteur actuel est le père Grégory Woimbée, docteur en histoire et en théologie qui a pris ses fonctions le 1er juillet 2024 en succession du père Olivier Artus, qui succédait lui-même au père Thierry Magnin.
L'université catholique de Lyon compte trois vice-rectrices, dont une responsable de la formation et de la vie académique et une chargée de la transition écologique et de la responsabilité sociétale.

## Saints patrons
Depuis la fondation, saint Irénée de Lyon et saint Thomas d'Aquin sont les patrons de l'université catholique de Lyon.
Lorsque le pape Pie IX a accordé, par bref daté du 30 janvier 1877, aux donateurs de l'université une indulgence plénière, de dernières conditions étaient « si, s'étant confessés et ayant communié, ils visitent, le jour de la fête de S. Irénée et de S. Thomas d'Aquin, leur église paroissiale et y prient selon les intentions du Souverain Pontifie. »

## Composition

### Facultés
L'UCLy propose 55 parcours L,M,D (dont 34 parcours masters) et regroupe six pôles facultaires:
- sciences juridiques, politiques et sociales ;
- sciences économiques et management ;
- philosophie, psychologie et éducation ;
- lettres et langues ;
- sciences et santé ;
- théologie et sciences religieuses.

### Écoles
- École de management ESDES membre de la Conférence des grandes écoles (CGE).
- École d’ingénieurs en biotechnologies habilitée par la CTI, l’École supérieure de biologie-biochimie-biotechnologies (ESTBB).
- École supérieure de traduction et relations internationales (ESTRI).
- École supérieure pour la qualité, l'environnement, la sécurité et la santé en entreprise (ESQESE).
- Institut de formation de techniciens de laboratoire médical (IFTLM - ex-IFTAB).

### Centres de formation et de recherche
- Institut de langue et de culture françaises de Lyon (ILCF).
- Institut des droits de l'homme de Lyon (IDHL).
- Institut pastoral d’études religieuses (IPER).
- Institut société et famille (ISF).
- Centre international d’études pour le développement local (CIEDEL).
- Centre d'études pédagogiques pour l'expérimentation et le conseil (CEPEC) - aujourd'hui indépendant de l'UCLy.

### Institut polytechnique de Lyon (IPL)
Organisation regroupant les quatre écoles d'ingénieurs associées à l'université catholique de Lyon :
- École supérieure chimie physique électronique de Lyon (CPE Lyon) ;
- École catholique d'arts et métiers (ECAM Lyon) ;
- Institut supérieur d'agriculture et d'agro-alimentaire Rhône-Alpes (ISARA-Lyon) ;
- Institut textile et chimique (ITECH).

## Statut des formations et diplômes
Les instituts catholiques, en tant qu'établissements privés, ne peuvent délivrer en leur nom propre aux étudiants des diplômes nationaux comme la licence, le master ou le doctorat, lesquels relèvent du monopole de l’État, en vertu de la loi du 18 mars 1880. Ils peuvent coopérer avec une université pour que leurs étudiants passent les examens d'un grade universitaire délivré par l'université partenaire, ou bien solliciter du recteur d'académie la tenue d'un jury rectoral en vertu de l'article L613-7 du Code de l'éducation.
Ils peuvent délivrer en leur nom des diplômes d'établissement dans toutes les disciplines, ainsi que des diplômes canoniques du Saint-Siège dans les sciences ecclésiastiques, droit canonique, théologie, philosophie.

## Statistiques
- L’UCLy dispose en octobre 2024 d’un effectif global de 622 salariés permanents en CDI, dont 324 enseignants (165 enseignants-chercheurs) et 298 administratifs.
- Elle accueille environ 12 100 étudiants et apprenants dont 2 325 étrangers[15].
- L'UCLy couvre le quart sud-est de la France et compte trois campus; un à Annecy (Alpes Europe) et deux au centre ville de Lyon (Carnot et Saint-Paul).

## Anciens élèves
- Agatam Ag Alhassane, ingénieur agronome et homme politique malien.
- Alla Poedie, consultante internationale, juriste[réf. nécessaire] et experte en géopolitique d'origine ukrainienne.
- Bernard Ardura, prêtre théologien, ex-président du Comité pontifical des sciences historiques.
- Charles Arminjon, avocat, militant monarchiste de l’Action française, ex-président de l'Académie des sciences, belles-lettres et arts de Savoie.
- Guy Bagnard, évêque catholique français.
- Michel Calvet, évêque catholique français.
- Michel de Certeau, prêtre et auteur jésuite.
- Jean Daniélou, prêtre jésuite, théologien, membre de l'Académie française.
- Patrick Desbois, prêtre catholique.
- Louis Diène Faye, anthropologue sénégalais.
- Bruno Feillet, évêque catholique français.
- Vincent-Sosthène Fouda, journaliste, écrivain, politologue et homme politique camerounais.
- Maurice Gardès, évêque catholique français.
- Nasser Gemayel, évêque maronite libanais.
- Bruno Grua, évêque catholique français.
- Gustavo Gutiérrez Merino, prêtre, philosophe et théologien péruvien.
- Régis Jolivet, philosophe français et prêtre catholique.
- André Lacrampe, évêque catholique français.
- Loïc Lagadec, prélat catholique français.
- Bruno Léchevin, syndicaliste français.
- Thierry Magnin, prêtre catholique et physicien français.
- Didier-Léon Marchand, évêque catholique français.
- Louis Mercier, poète, romancier et journaliste français.
- Pierre-Yves Michel, évêque catholique français.
- Alain Planet, évêque catholique français.
- Georges Riond, journaliste, patron de presse, dirigeant d'associations et homme politique français.
- Anne Soupa, essayiste et journaliste française, personnalité française de la gauche chrétienne.
- Jean-Marie Tjibaou, homme politique néo-calédonien nationaliste kanak.
- Christian Wiyghan Tumi, cardinal camerounais.
- Laurent Ulrich, archevêque de Paris.